# Геммологический институт Америки
Геммологический институт Америки (GIA) — некоммерческий институт, занимающийся исследованиями и образованием в области геммологии и ювелирного искусства, расположенный в Карлсбаде, Калифорния . Компания GIA, основанная в 1931 году, стремится защищать всех покупателей и продавцов драгоценных камней, устанавливая и поддерживая стандарты, используемые для оценки качества драгоценных камней. Институт делает это с помощью услуг по исследованиям, идентификации драгоценных камней и классификации бриллиантов, а также различных образовательных программ. Благодаря своей всемирно известной библиотеке и предметным экспертам GIA действует как информационный ресурс о драгоценных камнях и ювелирных изделиях для торговли, общественности и мировых СМИ..
В 1953 году GIA разработал собственную Международную систему оценки алмазов и систему «Четыре С» (огранка/cut,, чистота/clarity, цвет/color и вес в каратах/carat weight) в качестве стандарта для сравнения и оценки качества алмазов.
В настоящее время институт со штаб-квартирой в Карлсбаде, Калифорния, работает в 13 странах, имеет 11 кампусов, 9 лабораторий и 4 исследовательских центра по всему миру.

## История
История GIA началась ещё в 1920-х годах с Роберта М. Шипли. Он наслаждался успешной карьерой ювелира, но начал осознавать плачевное состояние индустрии драгоценных камней и ювелирных изделий: типичный ювелир в США, в том числе и он сам, обнаруживал явную нехватку опыта, когда дело касалось ювелирных изделий и драгоценных камней. . Поэтому он взял на себя ответственность внести изменения в ювелирное дело и восстановить доверие общества к ювелирам.
После поездки в Европу и завершения геммологического заочного курса Национальной ассоциации ювелиров Великобритании Шипли вернулся в Лос-Анджелес. Там он, 16 сентября 1930 года, открыл свой собственный подготовительный курс геммологии для обучения и сертификации ювелиров. Ювелиры, которых он сертифицировал, в конечном итоге составили основу национальной гильдии.
Первая геммологическая лаборатория GIA была основана в Лос-Анджелесе в 1931 году. Вскоре после этого институт ввел профессиональное звание «Сертифицированный геммолог».

## Исследования
GIA активно занимается исследованиями, направленными на развитие геммологии как науки. Исторически сложилось так, что исследования были сосредоточены на разработке методов и технологий для точной идентификации и характеристики драгоценных камней. Это исследование привело к значительному прогрессу в способности различать драгоценные камни и идентифицировать имитаторы (особенно имитирующие алмазы). GIA также отвечал за первые современные отчеты об оценке алмазов, в которых были представлены методологии оценки цвета и чистоты алмазов . Cегодня, эти шкалы и методы являются стандартом в торговле драгоценными камнями для определения характеристик алмазов.
Текущие исследования в геммологических лабораториях касаются разработки улучшенных методов обнаружения обработанных и синтетических алмазов, а также обработанных сапфиров, рубинов и жемчуга.

## Лабораторные услуги
Лаборатория GIA предоставляет различные сертификаты об оценке и идентификации драгоценных камней для бриллиантов весом более 0,15 карата. Сертификаты о классификации алмазов для необработанных природных и выращенных в лаборатории алмазов определяют их ключевые характеристики: цвет, чистоту, огранку и вес в каратах. GIA выпускает несколько типов сертификатов для природных алмазов, наиболее известным из них — для алмазов размером более 1 карата — является Сертификат о классификации алмазов. Более короткая и менее дорогая версия, называемая Diamond Dossier, часто используется для бриллиантов менее 1 карата. Хотя оба сертификаты содержат ряд измерений, включая размеры, пропорции, вес в каратах, цвет и чистоту, сертификат об оценке алмазов также включает ромбовидную диаграмму (графическое представление положения и типа включений, присутствующих в алмазе). Сертификаты об алмазах от GIA (а также из других коммерческих источников) теперь требуются большинством потребителей, покупающих бриллианты более определённого размера, как правило, на сумму более 0,5 карата (100 мг), и почти всегда более 1,0 карата (200 mg), и считаются важным инструментом, гарантирующим, что алмаз точно представлен потенциальному покупателю.
Сертификаты GIA об идентификации цветных камней могут включать комментарий о любых обнаруженных обработках и мнение о стране происхождения рубина, сапфира, изумруда и турмалина . В сертификатах о жемчуге указываются вес, размер, форма, цвет, происхождение (натуральный или культивированный) и наличие обработок.

## Образование
GIA предлагает несколько программ и курсов онлайн в формате интерактивного электронного обучения, а также в 12 кампусах по всему миру. Институт также предлагает программы корпоративного обучения и работает с торговыми организациями по всему миру, чтобы обеспечить техническое обучение по драгоценным камням и ювелирным изделиям.
Диплом Graduate Gemologist (GG) предлагает всестороннее образование в области геммологии. Выпускники программы получают диплом Graduate Gemologist, а также диплом Graduate Diamonds и Graduate Coloured Stones. Студенты также могут получить диплом аккредитованного профессионала в ювелирном деле, добавив ещё один курс, который также можно пройти самостоятельно. Дипломная программа Graduate Pearls обеспечивает исчерпывающую основу для идентификации и оценки жемчуга.
Кроме того, кампус GIA в Карловых Варах предлагает несколько программ по ювелирному искусству. Диплом программы прикладного ювелирного искусства (AJA) охватывает дизайн ювелирных изделий, резьбу по воску, изготовление форм, литье и CAD / CAM . Дипломная программа Graduate Jeweler обучает навыкам изготовления, ремонта и установки камня, чтобы стать профессиональным ювелиром . Другие уроки ювелирного искусства проводятся в кампусе в Карлсбаде и Нью-Йорке.
Курсы GIA в Карловых Варах и Нью-Йорке на территории кампуса аккредитованы Комиссией по аккредитации профессиональных школ и колледжей (ACCSC). Его курсы дистанционного обучения аккредитованы Аккредитационной комиссией Совета по дистанционному обучению и обучению (DETC).
Дипломные программы и курсы GIA включают:
- Дипломированный ювелир
- Дипломированный геммолог
- Дипломированный специалист по бриллиантам
- Дипломированный специалист по самоцветам
- Дипломированный специалист по жемчугу
- Аккредитованный ювелир-профессионал
- Ювелирный дизайн и технологии
- Дипломированный ювелир
- Курс ювелирного дизайна
- Комплексный курс CAD / CAM

GIA также существует для просвещения производителей драгоценных камней и ювелирных изделий и широкой общественности посредством своих публикаций и информационно-пропагандистских мероприятий. Наиболее известна ежеквартальная публикация журнала Gems &amp; Gemology, авторитетного журнала в этой области. Журнал включает в себя полноформатные тематические статьи, а также отчеты об исследованиях GIA, выдержки соответствующих статей из других журналов,

## Библиотечно-информационный центр
Геммологическая библиотека и информационный центр Ричарда Т. Лиддикоута, расположенный в штаб-квартире GIA в Карлсбаде, Калифорния, является главным источником знаний в области геммологии. В нём находится постоянно пополняемая коллекция из 38 000 книг, 700 международных журналов (с действующей подпиской на 225 наименований), 1000 видеофильмов, 80 000 цифровых изображений, 300 карт и примерно 6000 оригинальных изображений дизайна ювелирных изделий.
Коллекция содержит работы, опубликованные с 1496 года по настоящее время, охватывающие историю и современное развитие геммологии. Предметы включают натуральные и синтетические драгоценные камни, обработку драгоценных камней, дизайн ювелирных изделий, производство и маркетинг.
Библиотека Liddicoat открыта для публики и ювелирных изделий для исследований на территории кампуса. Каталог библиотеки и другие ресурсы доступны через веб-сайт. Есть возможность запрашивать справки по электронной почте или по телефону.

## Инструменты GIA
GIA также разрабатывает и производит профессиональное оборудование для оценки, идентификации и продажи алмазов и цветных драгоценных камней. Эти инструменты используются для определения физических и оптических свойств драгоценных камней и анализа их микроскопических характеристик.
Первый инструмент GIA, 10-кратная глазная лупа, был представлен в начале 1930-х годов. Освещение Darkfield, метод освещения, позволяющий сделать включения драгоценных камней легко различимыми в микроскоп, был запатентован позже в том же десятилетии Робертом М. Шипли-младшим, сыном основателя GIA и важной фигурой в области конструирования геммологических инструментов.
В дополнение к основным ювелирным инструментам, таким как лупы, пинцеты и салфетки для драгоценных камней, каталог продукции GIA Instruments включает в себя сложные инструменты, от микроскопов до спектроскопов.

## Дискуссии
В 2005 году против сотрудников лабораторий GIA было выдвинуто обвинение во взяточничестве, что поставило под сомнение добросовестность лабораторий по оценке алмазов. Один из дилеров заявил о мошенничестве с участием сотрудников лаборатории при оценке двух бриллиантов. Эти два бриллианта имели несоответствие между предоставленной классификацией и результатом независимого тестирования. Дилер утверждал, что в махинации замешаны работники лаборатории, знакомые с обстоятельствами дела.
Это привело к тому, что в GIA было начато внутреннее расследование, которое длилось четыре месяца. В ходе расследования были выявлены контакты сотрудников лаборатории в Мидтауне с клиентами, что запрещено этическим кодексом GIA. Поддельные сертификаты и нарушения кодекса этики GIA были признаны тогдашним председателем GIA Ральфом Дестино. Внутреннее расследование закончилось в октябре 2005 г., в результате чего были уволены четверо сотрудников и руководитель лаборатории. Новым руководителем лаборатории был назначен Томас Мозес.
Внутреннее расследование также было начато в связи с иском, поданным в апреле 2005 года Максом Пинчионе, торговцем ювелирными изделиями и бывшим главой розничных операций крупного ювелира Гарри Уинстона. Иск был подан против Vivid Collection LLC, Moty Spector, Ali Khazeneh и GIA. Утверждалось, что Vivid подкупил GIA для повышения качества алмазов, представленных для оценки которые он затем продал членам саудовской королевской семьи. Обнаружив мошенничество, члены королевской семьи Саудовской Аравии потребовали назад свои деньги и отказались вести какие-либо дальнейшие дела с г-ном Пинчоне.